# Батон-Руж
Ба́тон-Руж (англ. Baton Rouge, фр. Bâton Rouge МФА: произношениео файле — «Красная палка») — город на юго-востоке США, столица и второй по количеству населения город штата Луизиана, административный центр прихода Восточный Батон-Руж. Население 220 236 человек (2019), в агломерации насчитывается свыше 850 тыс. человек. В городе проживает значительное количество беженцев из соседнего Нового Орлеана, пострадавшего в результате урагана Катрина, в результате чего на время город стал крупнейшим в штате.

## История

### Индейский период
Территория современного Батон-Ружа была долгое время населена индейскими племенами, занимавшимися охотой и рыбалкой. Условная граница между владениями племён Хоума и Баюгула проходила по реке Миссисипи как раз в районе современного города. Первыми европейцами в этом заболоченном регионе были французы, прибывшие сюда под предводительством капитана Пьера Лемойн Д’Ибервилля в 1699 году. Французские моряки увидели высокий кипарис, украшенный окровавленными головами и шкурами животных и рыб. Таким образом индейцы помечали границы владений между племенами. Французы прозвали это место Батон-Руж (буквальный перевод французского названия — «красная палка»).

### Колониальный период
Прибытие европейцев в XVII веке и борьба между ними (французы, испанцы, англичане и американцы) привела к многочисленным военно-территориальным конфликтам и периоду длительной нестабильности.

### В составе США
Лишь к началу XIX века ситуация стабилизировалась и город стал территорией США (штат Луизиана). В 1846 г. столица Луизианы была перенесена из Нового Орлеана в Батон-Руж. Как и в других регионах «Дикси» (Юга США), основными занятиями в Батон-Руже и окрестностях до середины XIX века были: основанное на рабском труде плантационное хозяйство (хлопчатник), торговля по реке Миссисипи и работорговля.

## География и климат

### Географические сведения
Основная масса городской застройки Батон-Ружа располагается на пологом левом берегу реки Миссисипи, которая, как и большинство поселений по берегам реки Миссисипи, защищена противопаводковыми дамбами. Вследствие своей высоты над уровнем моря (14 м) и дамбам, город менее подвержен наводнениям по сравнению с более низинным Новым Орлеаном, расположенным ниже по течению реки. При наводнениях 2009 года, вода доходила практически до верха дамб, что заставило открыть расположенные ниже по течению сбросовые шлюзы Боннет Карре Спилуэй.

### Климат
Батон-Руж расположен в зоне субтропического океанического климата (Cfa согласно классификации климата Кёппена) с мягкой зимой, жарким и влажным летом, умеренно сильными дождями, а также опасностью возникновения штормовых ветров и торнадо в течение всего года.
- Среднегодовая температура — +20,2 C°
- Среднегодовая скорость ветра — 2,7 м/с
- Среднегодовая влажность воздуха — 74 %

| Показатель                    | Янв.  | Фев.  | Март | Апр. | Май  | Июнь | Июль | Авг. | Сен. | Окт. | Нояб. | Дек.  | Год   |
| ----------------------------- | ----- | ----- | ---- | ---- | ---- | ---- | ---- | ---- | ---- | ---- | ----- | ----- | ----- |
| Абсолютный максимум, °C       | 29,4  | 31,1  | 33,9 | 35,6 | 38,3 | 39,4 | 39,4 | 43,3 | 40,0 | 36,7 | 31,7  | 31,1  | 43,3  |
| Средний суточный максимум, °C | 16,8  | 18,7  | 22,6 | 26,3 | 30,1 | 32,7 | 33,4 | 33,6 | 31,5 | 27,1 | 22,2  | 17,8  | 26,1  |
| Средняя температура, °C       | 10,9  | 12,8  | 16,4 | 20,1 | 24,3 | 27,3 | 28,3 | 28,3 | 25,9 | 20,7 | 15,8  | 11,9  | 20,2  |
| Средний суточный минимум, °C  | 5,1   | 6,9   | 10,2 | 13,8 | 18,4 | 21,9 | 23,2 | 23,0 | 20,3 | 14,4 | 9,4   | 5,9   | 14,4  |
| Абсолютный минимум, °C        | −12,8 | −16,7 | −6,7 | −0,6 | 4,4  | 11,7 | 14,4 | 14,4 | 6,1  | −1,1 | −6,1  | −13,3 | −16,7 |
| Норма осадков, мм             | 145   | 128   | 112  | 113  | 124  | 163  | 126  | 148  | 115  | 119  | 104   | 142   | 1539  |
| Источник: Погода и климат     |       |       |      |      |      |      |      |      |      |      |       |       |       |

## Население

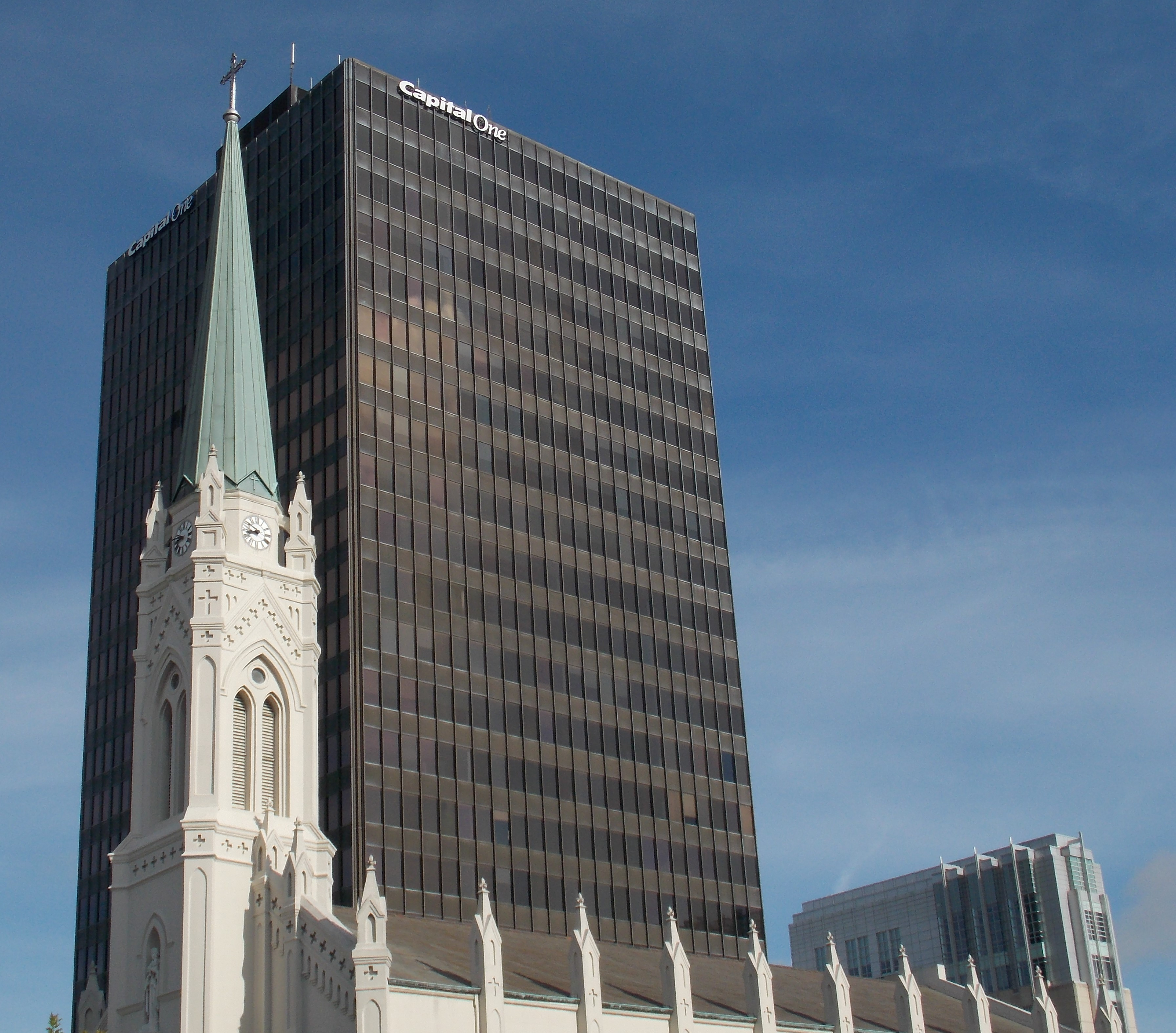
Шпиль собора Святого Иосифа, кафедрального собора Римско-католической епархии Батон-Руж

Согласно переписи 2010 года в городе проживало 229 553 человека, имелось 88 973 домохозяйства и 52 672 семьи.
| Год  | Численность | Численность   |
| ---- | ----------- | ------------- |
| 1968 | 175 000     | [ 1 ]         |
| 1984 | 239 000     | [ 7 ]         |
| 1990 | 219 500     | [ 8 ]         |
| 1996 | 216 000     | [ 2 ]         |
| 2005 | 223 300     | [ 9 ]         |
| 2010 | 229 493     | [ 10 ] [ 11 ] |
| 2020 | 227 470     | [ 12 ] [ 13 ] |

Расовый состав населения:
- белые — 37,8 % (в 1970 — 70,5 %)
- афроамериканцы — 50,1 %
- азиаты — 2,6 %
- латиноамериканцы — 1,7 %

В Батон-Руж имеются крупные вьетнамская и каджунская общины. В последние годы быстрыми темпами растёт численность латиноамериканцев.
Среднегодовой доход на душу населения составлял 18 572 доллара. Средний возраст горожан — 30 лет. Уровень преступности высокий (что типично для городов чёрного пояса), более чем в 3 раза превышает средний по США.
В городе родился писатель-фантаст Стив Перри.

## Экономика
Батон-Руж обладает высокоразвитой экономикой, основа которой — нефтеперерабатывающая промышленность (город является вторым по мощности центром нефтепереработки в США) и транспорт (порт Батон-Руж занимает 9 место среди портов США по объёму переваливаемых грузов и является высшей точкой на Миссисипи, которую могут достигать суда класса Панамакс).

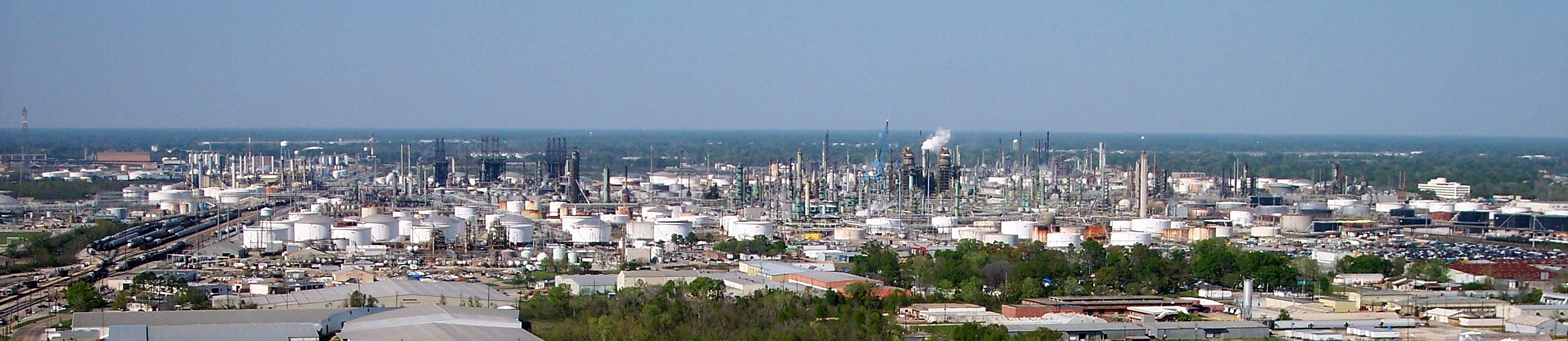
Вид на нефтеперерабатывающий завод ExxonMobil с крыши Капитолия

Сектор государственного управления занимает важное место в экономике города (штат Луизиана, например, предоставляет работу более чем 30 000 горожан), но, в отличие от большинства столиц штатов, не доминирует в ней.
В Батон-Руж расположены штаб-квартиры таких крупный компаний как Shaw Group и Lamar Advertising Company. Немаловажную роль играют также туризм, медицинские услуги, образование, банковское и страховое дело. Последние годы всё больше американских киностудий переносят в город свои съёмочные площадки.
Батон-Руж неоднократно занимал места в верхней части различных рейтингов по привлекательности для ведения бизнеса и карьерным перспективам для молодых специалистов.

## Транспорт
В 7 километрах к северу от центра города расположен аэропорт Райан-Филд (IATA: BTR, ICAO: KBTR). Регулярные авиарейсы совершаются в Атланту, Даллас, Хьюстон, Мемфис и Шарлотт.
Через Батон-Руж проходит четыре железнодорожных линии, но дальнее пассажирское сообщение отсутствует.
Основные автомобильные дороги, проходящие через город: межштатные шоссе I-10 и I-12, скоростные дороги US 61 и US 190. Автомагистраль I-10 пересекает реку Миссисипи по 6-полосному мосту Хораса Уилкинсона.
Общественный транспорт представлен сетью из 23-х автобусных маршрутов (под управлением организации Capital Area Transit System)

## Галерея

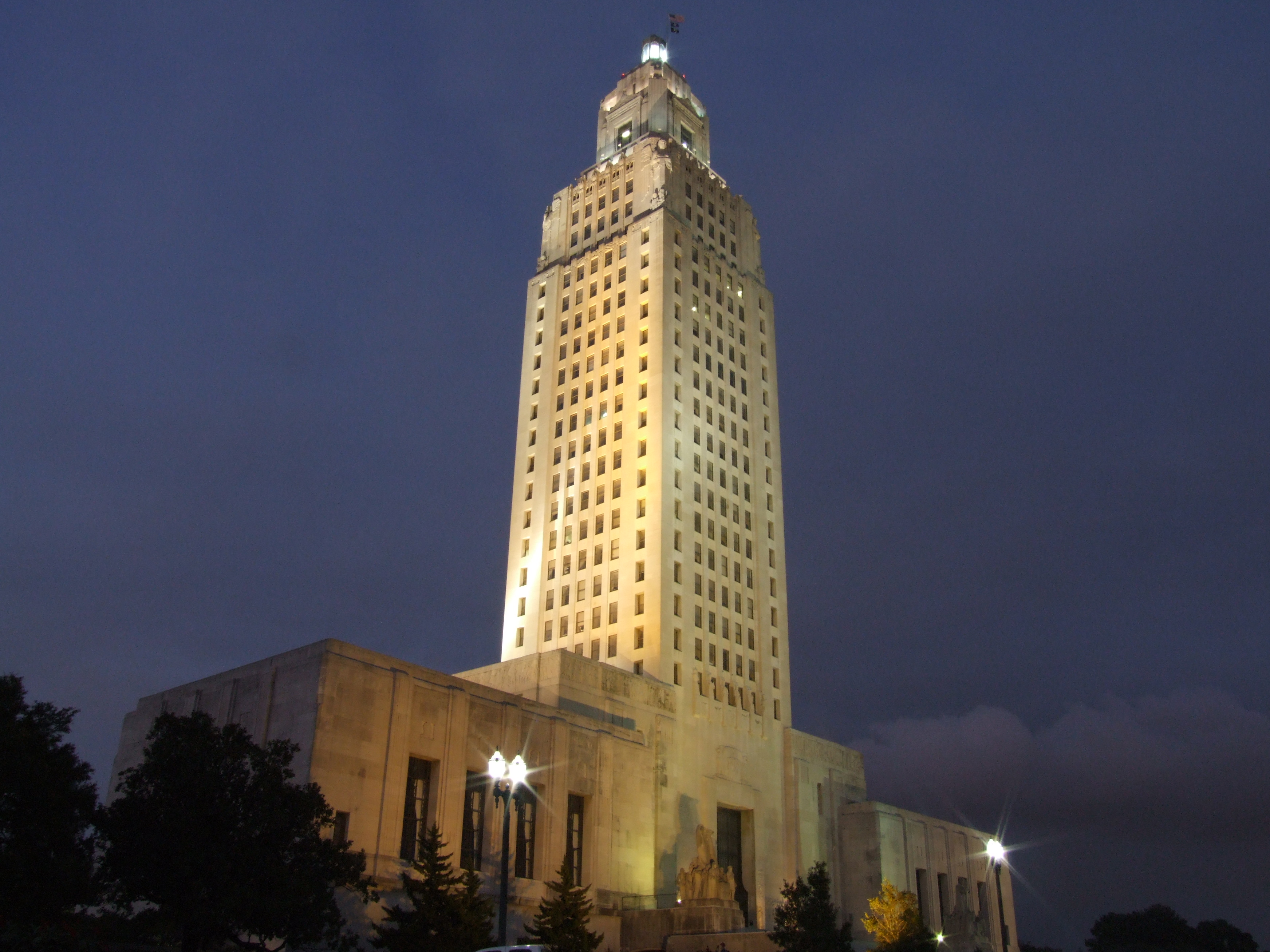
Капитолий штата Луизиана
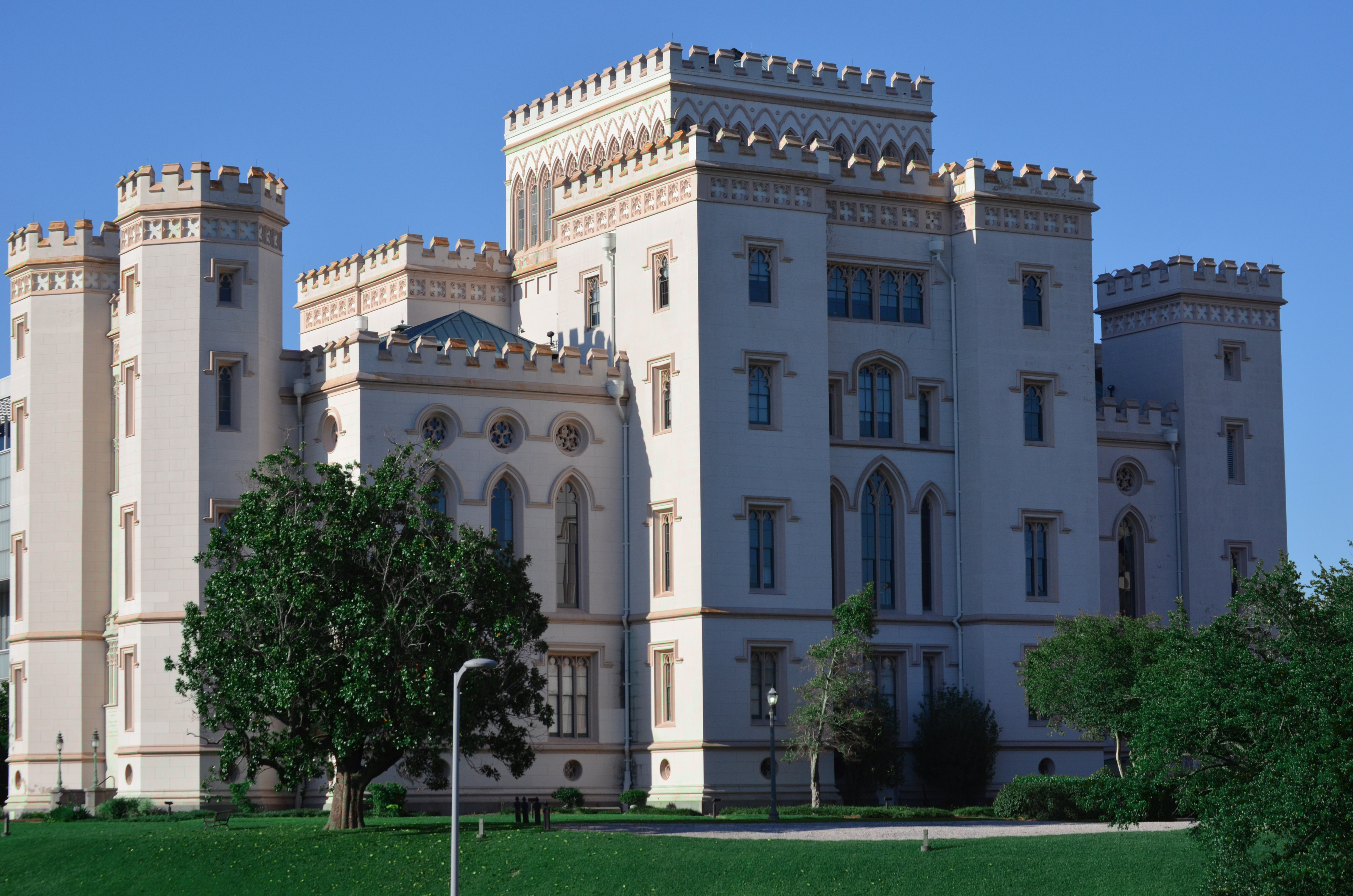
Первый Капитолий штата в Батон-Руже
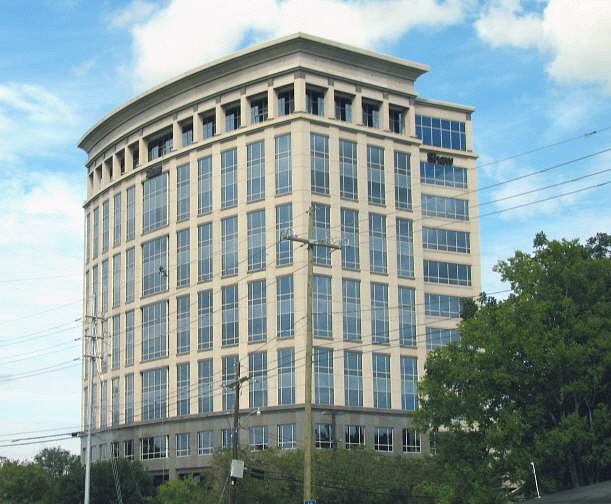
Бывший местный офис CB&I на Эссен-лейн, коридор коммерческого офиса
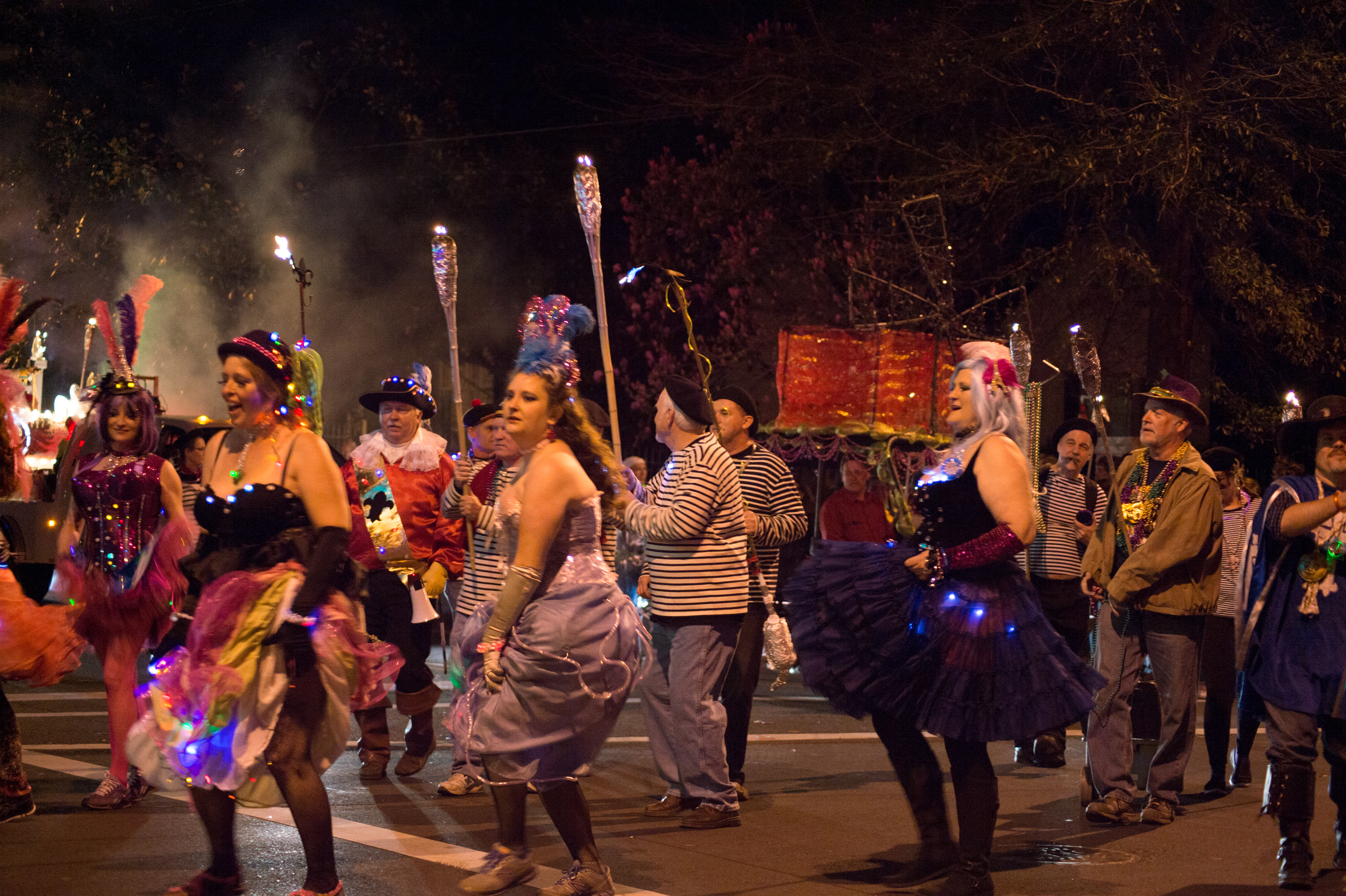
Парад Марди Гра
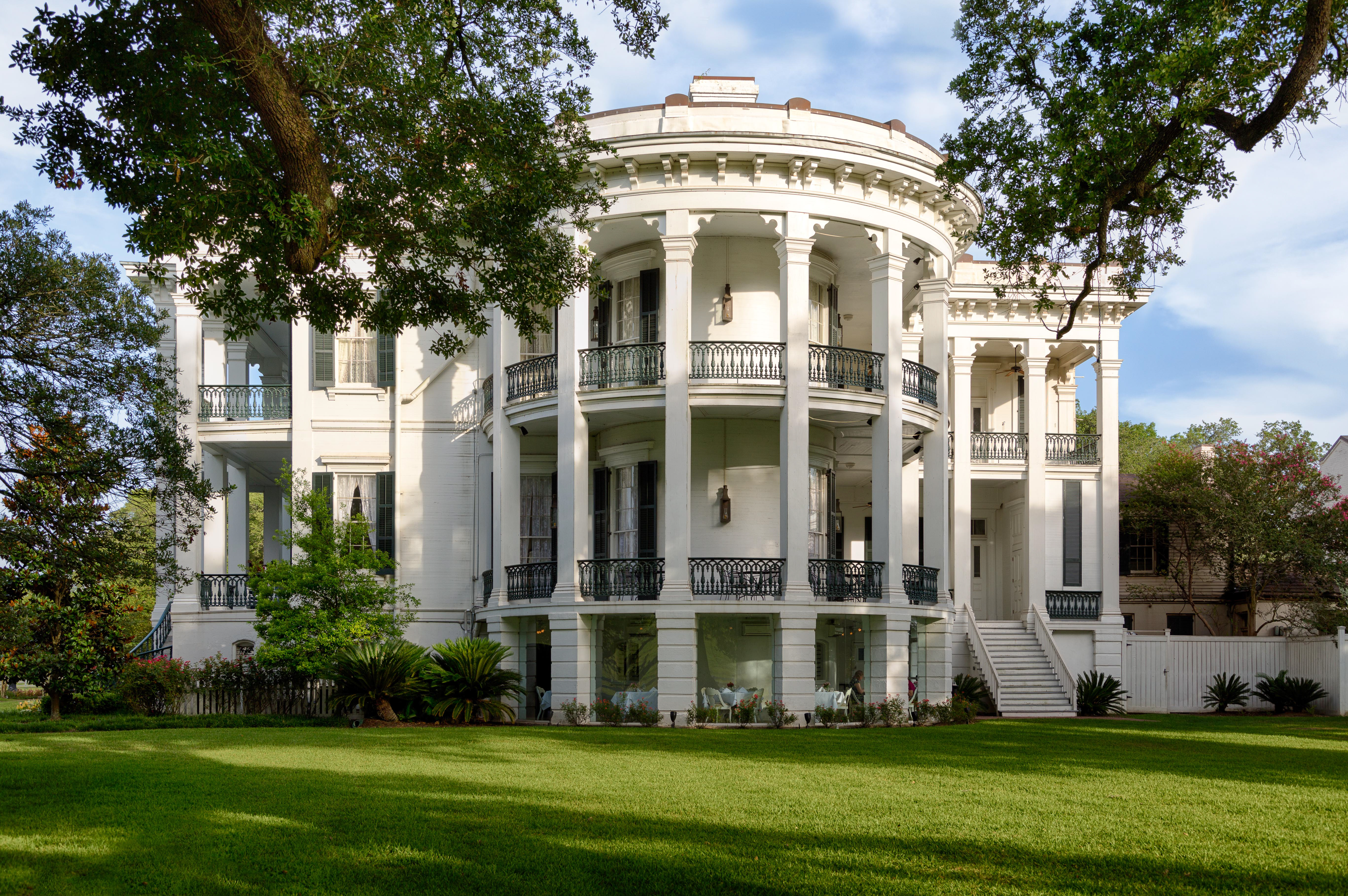
Плантация Ноттоуэй расположена недалеко от Белого замка, в 26 милях (42 км) к югу от Батон-Руж
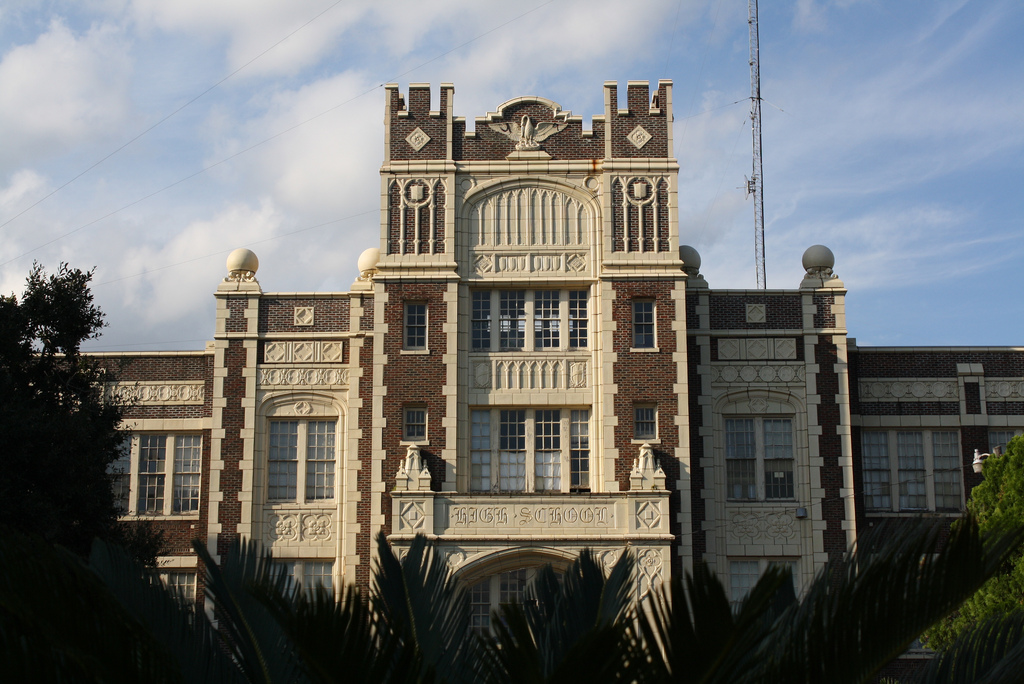
Средняя школа Батон-Руж
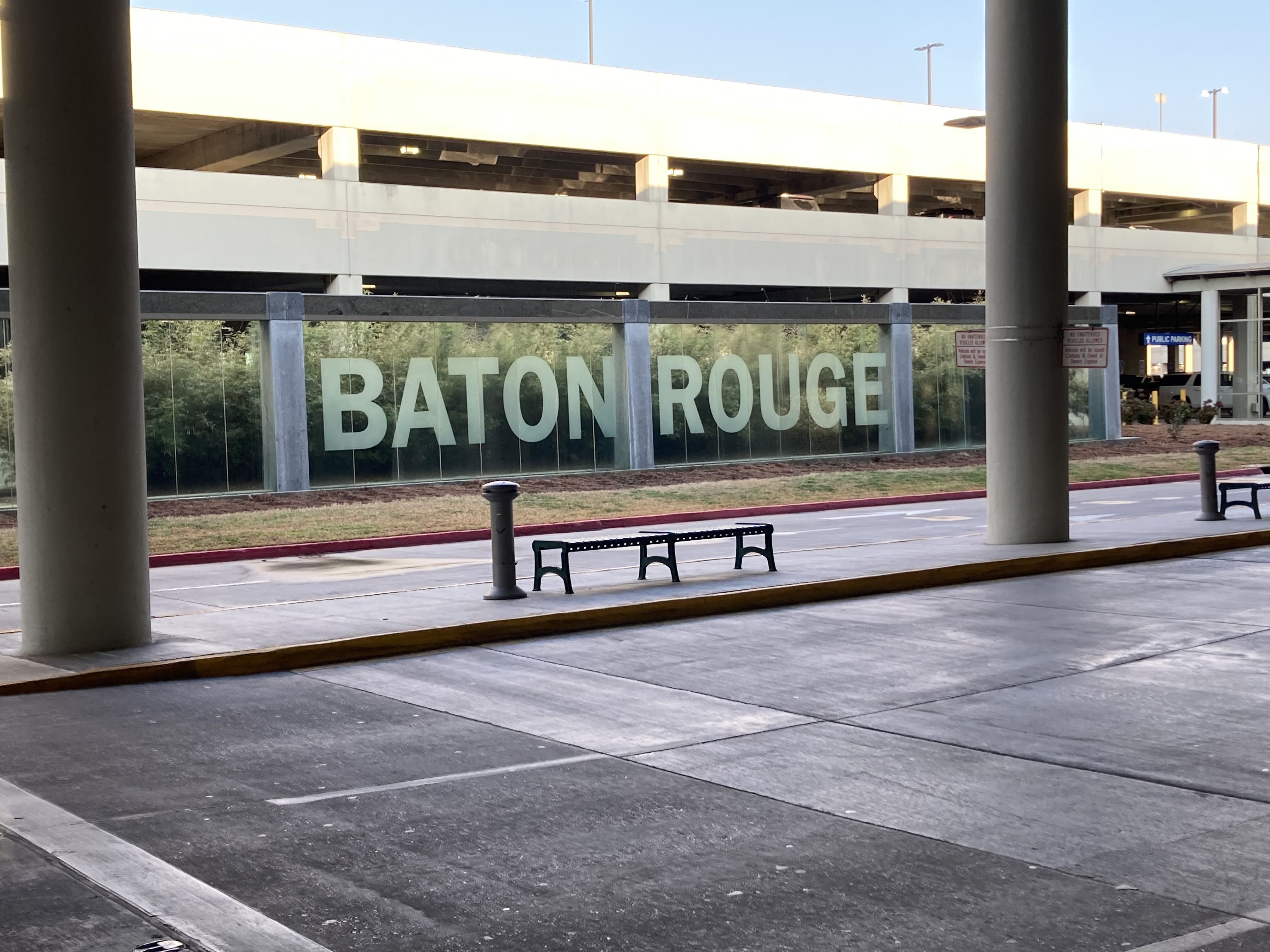
Полоса высадки в аэропорту Батон-Руж Метрополитен
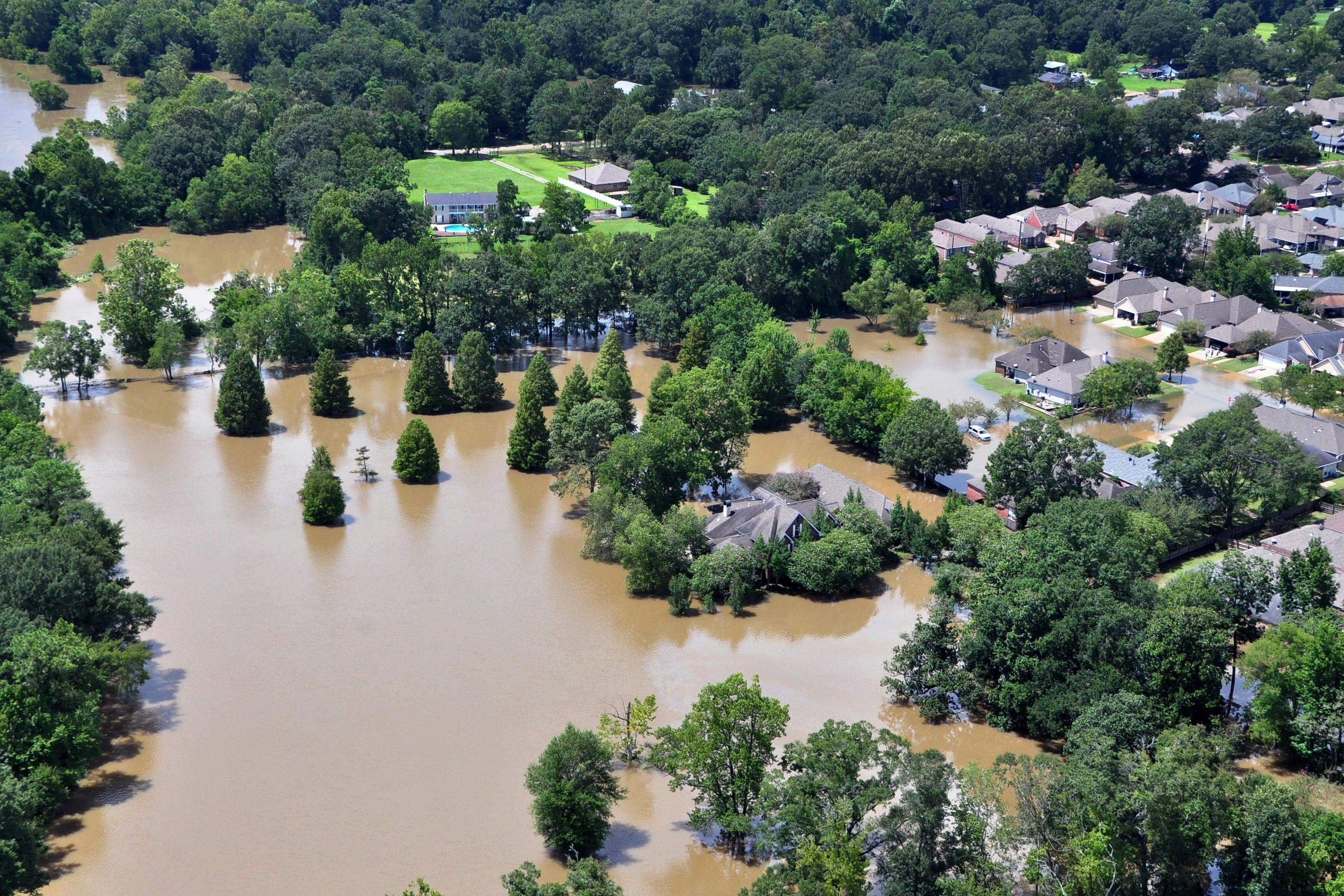
Батон-Руж, наводнение в 2016 году

## Города-побратимы
- Мексика: Кордова
- Гаити: Порт-о-Пренс
- Китайская Республика: Тайчжун
- Франция: Экс-ан-Прованс
- Турция: Малатья[14]

### Администрация
- Baton Rouge Police Department
- Louisiana State Police

### Веб-камеры
- WAFB
- WBRZ Baton Rouge Live Tower Camera